# Pod Cigánem
Přírodní památka Pod Cigánem zahrnuje louku ve svahu sousedící částečně s lesem, částečně s okolními loukami. Je poměrně vlhká, místy až zamokřená a silně zamechovaná. Nachází se na severním svahu kóty Cigán (744 metrů) v nadmořské výšce 575 až 605 metrů, asi 1,5 kilometru jihovýchodně od obce Nedašov na Valašskokloboucku. Katastrální území Nedašov, CHKO Bílé Karpaty, okres Zlín

## Předmět ochrany
PP byla vyhlášena s cílem zachovat louku s výskytem prstnatce Fuchsova Soova (Dactylorhiza fuchsii subsp. sooana) a dalších ohrožených druhů rostlin.

## Flóra
Na území PP převládají rostliny typické pro mezofytní a vlhké louky jako např. kopretina bílá (Leucanthemum vulgare), pryskyřník prudký (Ranunculus acris), třeslice prostřední (Briza media), kyseláč luční (Acetosa pratensis) a mnohé další.
Z rostlin z čeledi vstavačovitých zde roste především prstnatec Fuchsův Sooův (Dactylorhiza fuchsii subsp. sooana), dále vstavač mužský (Orchis mascula), prstnatec bezový (Dactylorhiza sambucina), pětiprstka žežulník (Gymnadenia conopsea), hlavinka horská (Traunsteinera globosa), bradáček vejčitý (Listera ovata), vemeník dvoulistý (Platanthera bifolia) a prstnatec májový (Dactylorhiza majalis).

## Fotogalerie

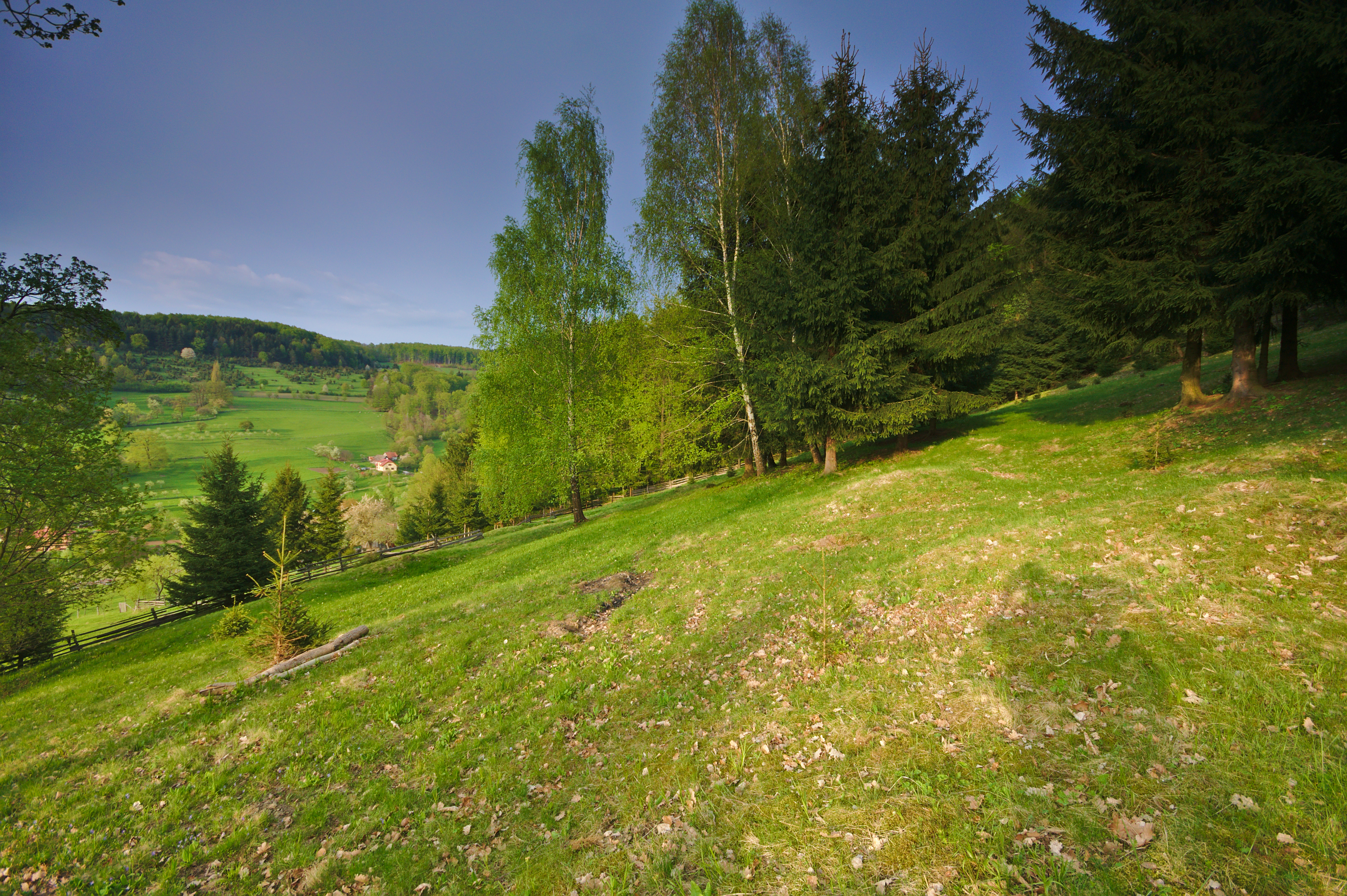
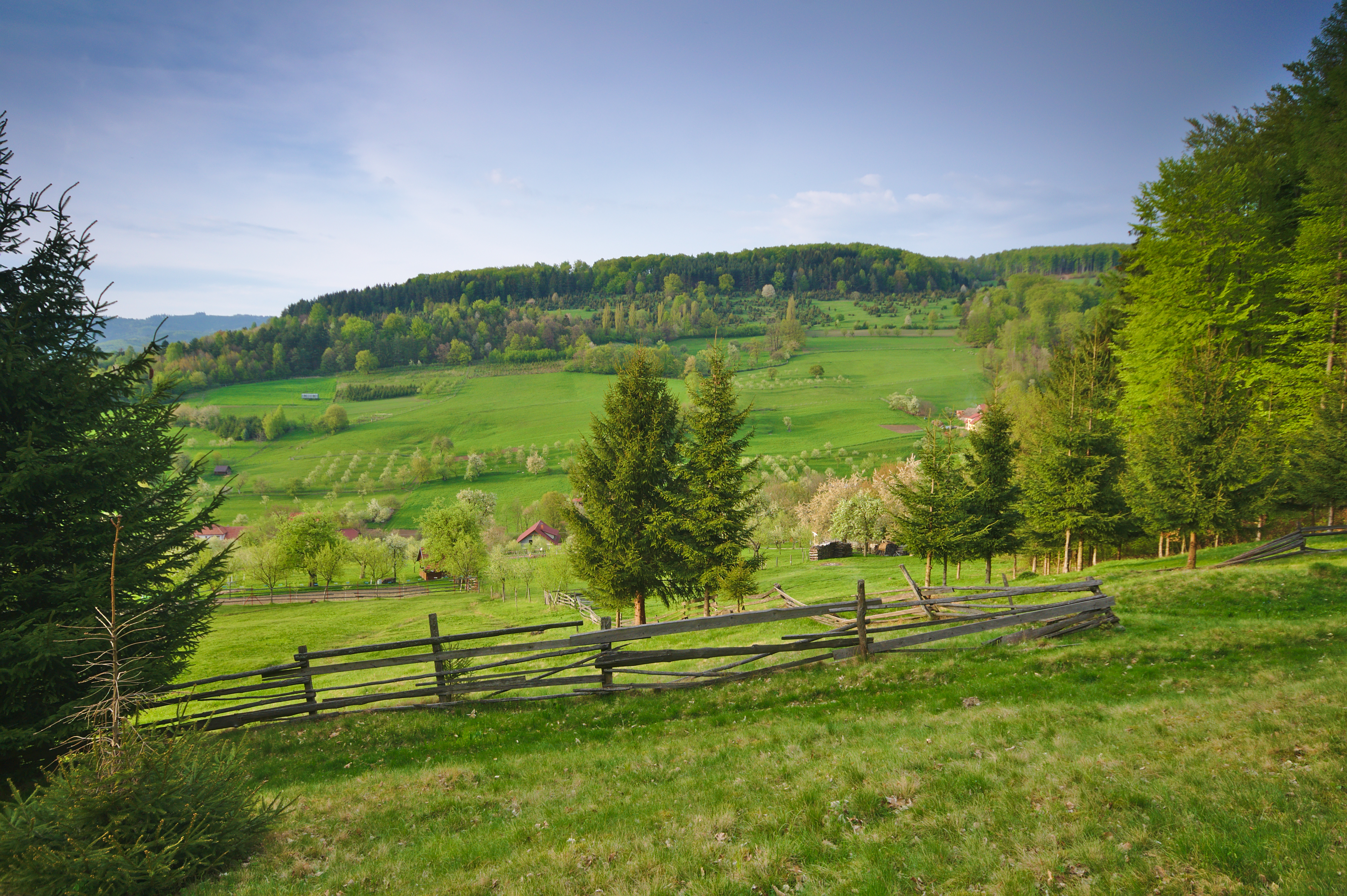
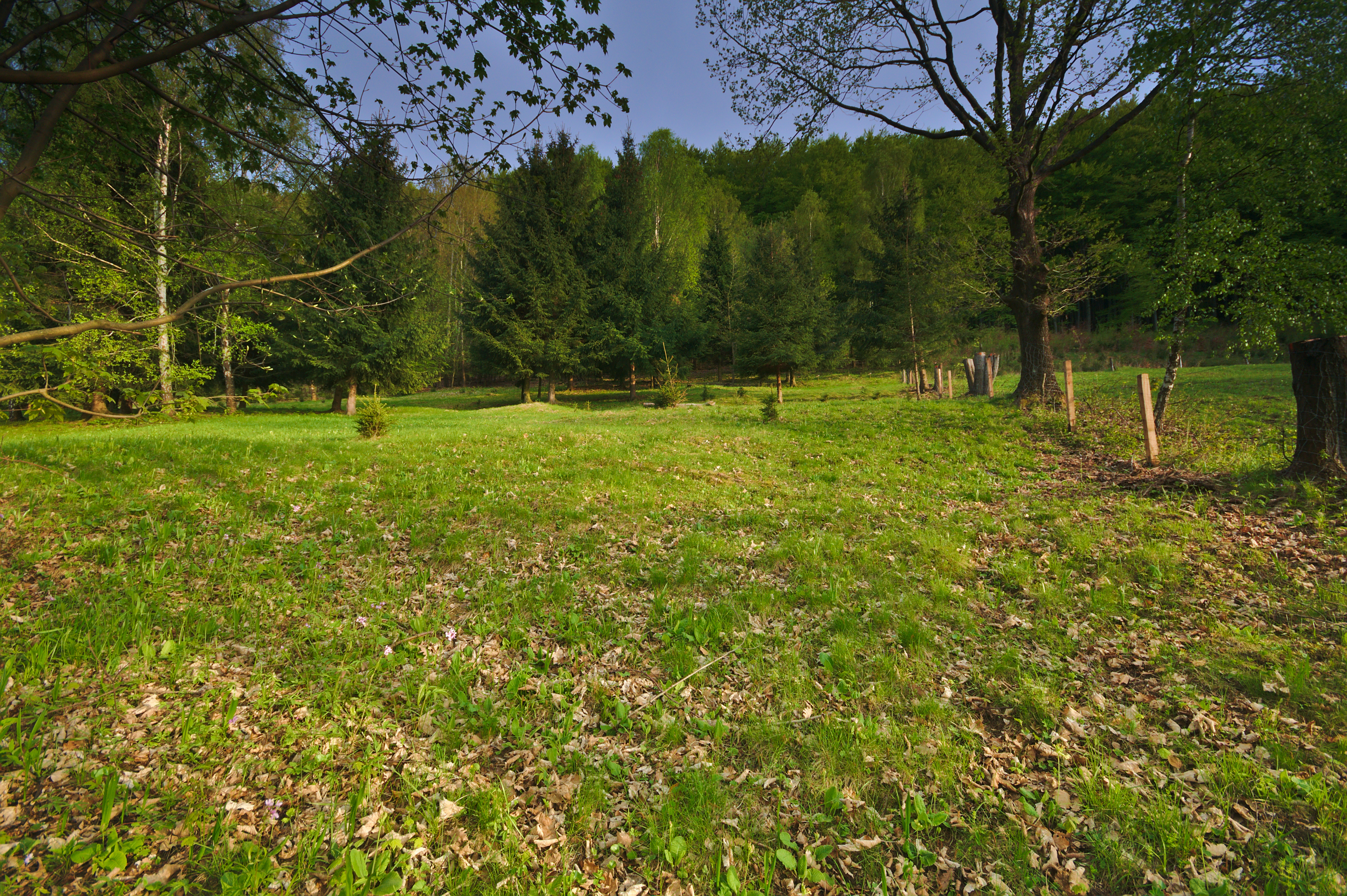
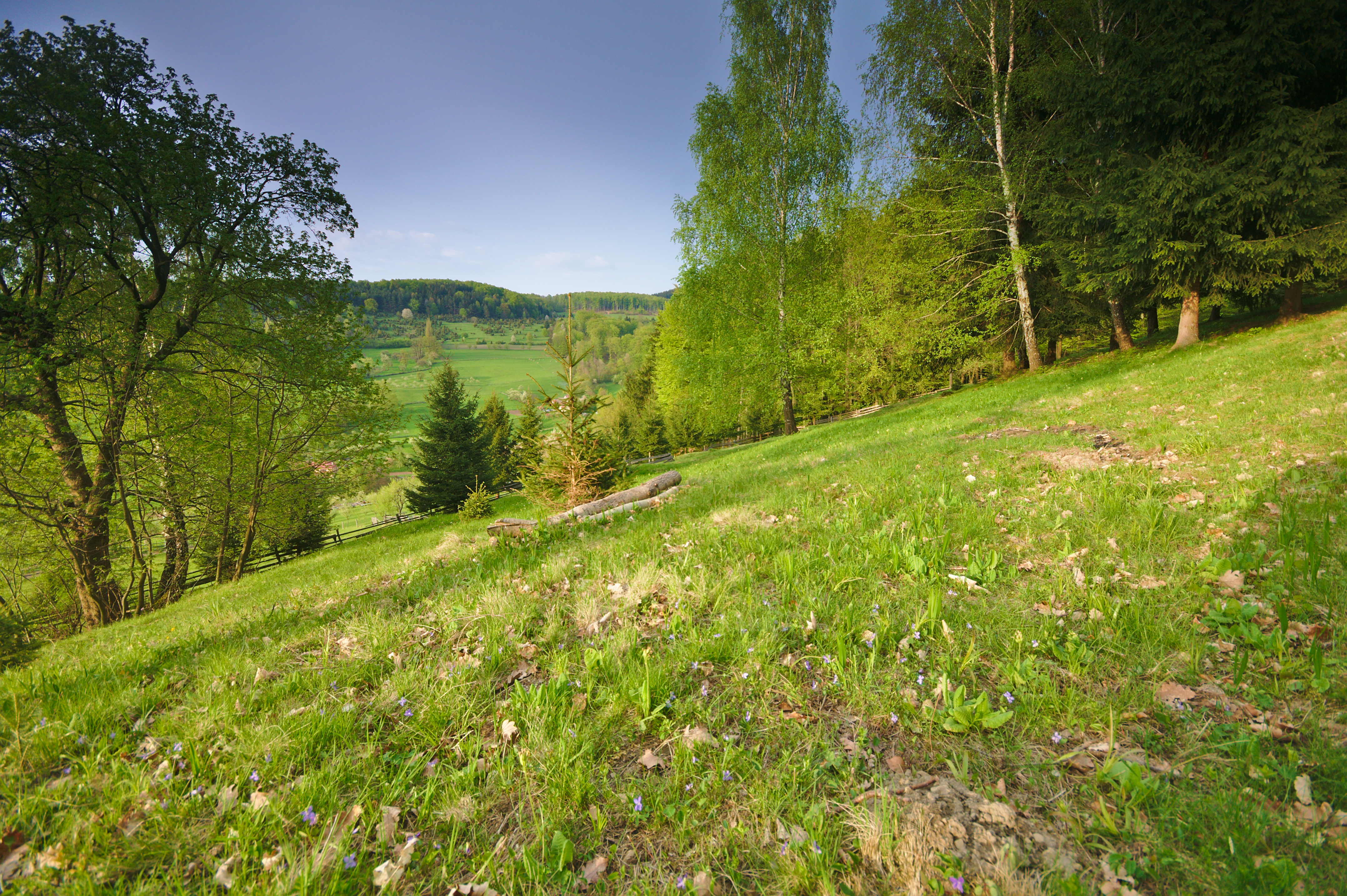